# جو توريس
جو توريس (بالإنجليزية: Joe Torres)‏ هو صحفي أمريكي، ولد في 1971.